# Gagik Aboumravan Arçrouni
Gagik Aboumravan ou Gagik Abou-Morvan Arçrouni (mort vers 898) est un prince arménien de la maison des Arçrouni qui a été régent de Vaspourakan de 887 à 896, puis prince de Vaspourakan de 897 à 898,.

## Biographie
Il est fils de Vahan Arçrouni et d'une fille d'Achot Ier Bagratouni, roi d'Arménie. Les deux familles Bagratouni et Arçrouni sont les plus puissantes d'Arménie, et de ce fait rivales, et Gagik Aboumravan, cadet de la seconde, resserre ses liens avec la première en épousant une cadette des Bagratouni.
En 870, Achot Ier Arçrouni, prince de Vaspourakan, attaque les Othmaniens, une bande arabe qui occupe la forteresse d'Amiouk, située sur la côte est du lac de Van et leur prend les forteresses de Varag et de Kokhpanik. Menacés, les Othmaniens font appel à l'émir Isâ ibn Cheikh, gouverneur de l'Arménie, qui envoie une armée. Malgré une infériorité numérique écrasante (2 000 cavaliers arméniens contre 15 000 cavaliers arabes), Achot se prépare à livrer le combat quand Gagik Aboumravan Arçrouni réussit à négocier un armistice. Achot Arçrouni meurt peu après, le 27 mai 874, et son fils Grigor-Dérénik lui succède.
En 878, pour complaire à son beau-frère David Bagratouni, Grigor-Dérénik avait capturé le frère de ce dernier, Achot (ca), pour faire de David le nouveau prince de Taron, et avait confié la garde d'Achot de Taron à son neveu Hasan, fils de Vasak le Renégat et d'une sœur de Grigor-Dérénik. Mais le geôlier et le prisonnier finissent par s'entendre et capturent Grigor-Dérénik, justifiant une intervention du roi d'Arménie, qui assiège Manazkert et oblige Hasan à libérer Grigor-Dérénik. Ce dernier se venge en capturant Hasan et en confisquant son fief de Sévan vers 884. Grigor-Dérénik promet alors la liberté et la restitution de Sévan à Hasan si ce dernier lui livre Gagik Aboumravan, dont il avait à se plaindre de ses agissements. Hasan se lie d'amitié avec Gagik Aboumravan, puis en profite pour le capturer et l'envoyer couvert de chaînes à son oncle.
Grigor-Dérénik meurt à quarante ans en 887 au cours d'un guet-apens lors d'une expédition contre l'émir de Her en laissant trois enfants mineurs. La princesse douairière, Sophie Bagratouni, décide de libérer Gagik Aboumravan, qui se trouve être son neveu. Achot Ier, roi d'Arménie et suzerain du Vaspourakan, se déplace pour régler la succession et nomme Gagik Aboumravan comme tuteur des trois enfants et régent du Vaspourakan : en plus d'être un habile guerrier apte à gouverner et à défendre la principauté, le nouveau régent est également son petit-fils. Cependant Gagik Aboumravan s'était trop impliqué dans les récentes guerres civiles du Vaspourakan et n'emportait pas l'adhésion de la noblesse locale, même s'il s'attacha à faire oublier ses actions passées et tenter de rallier des partisans.
En distribuant des honneurs et des présents à certains nobles, Gagik Aboumravan prend le contrôle des forteresses-clés de la principauté ; son objectif est de s'en emparer, et pour s'attacher l'aîné des princes, il lui fait épouser sa fille Séda. Afchin, émir de l'Azerbaïdjan et représentant du calife, profite de ces dissensions pour attirer le prince Achot-Sargis. Le roi Smbat Ier d'Arménie, informé et mécontent de ces manœuvres qui visent à détacher un de ces vassaux, intervient auprès d'Achot-Sargis, mais ce dernier passe outre et se rapproche d'Afchin. Smbat décide alors de soumettre son vassal indocile, mais ne veut pas le faire directement, et incite deux cadets Arçrouni à combattre Achot-Sargis : Gourgen le fils d'Aboubeldj et Gagik Aboumravan. À la veille de la bataille entre les deux camps, Gagik Aboumravan se réconcile avec Achot-Sargis et Gourgen doit battre retraite.
Gourgen le fils d'Aboubeldj meurt peu après et Gagik Aboumravan fait enfermer les jeunes princes, Achot-Sargis à Nkan, Khatchik-Gagik à Sévan et Gourgen à Kotor. Malgré la désapprobation d'une grande partie de la noblesse de Vaspourakan, qui préfère se mettre au service d'Adam, seigneur d'Andzévatsik, Gagik a le soutien de son oncle Smbat Ier, qui refuse de laisser les jeunes princes au pouvoir, après leur alliance avec des émirs musulmans. Il envoie son frère le connétable Shapouh, également beau-père de Gagik, qui dépose les princes et fait de Gagik Aboumravan le nouveau prince de Vaspourakan. L'émir Ahmed ibn-Isa ibn Cheikh tente alors de conquérir l'Arménie et occupe le Taron. Smbat Ier engage une armée pour reprendre le Taron. Gagik Aboumravan, qui avait feint de rejoindre l'armée royale, trahit le camp arménien, qui doit battre en retraite en pleine bataille, y laissant de nombreux morts. Gagik Aboumravan se réjouit d'avoir affaibli son suzerain et, pour rallier une partie des seigneurs loyaux au prince, autorise la libération de Khatchik-Gagik. À peine libéré, ce dernier noue des alliances avec des seigneurs loyalistes, les Amatouni et les Vahouni. Ils tendent une embuscade alors que Gagik Aboumravan parade dans Van, le renversent de son cheval et lui tranchent la tête,.

## Descendance
Marié à une fille de Schapouh Bagratouni, connétable d'Arménie, il avait eu une fille, Séda, femme d'Achot-Sargis, prince de Vaspourakan.
|                                                   |                                                   |                                                   |                                                   |                                                   |                                                   |  |  |                                                       |                                                       |                                                       |                                                       |                                                       |                                                       |  |  |                   |                   |                   |                   |                                            |                                            |                                            |                                            |                                            |                                            |                                          |                                          |                                          |                                          |               |               |               |               |               |               |                           |                           |                           |                           |                           |                           |                |                |                                                               |                                                               |                                                               |                                                               |                                                               |                                                               |  |  |                             |                             |                             |                             |                             |                             |  |  |                                             |                                             |                                             |                                             |                                             |                                             |  |  |  |  |  |  |  |  |  |  |  |  |  |  |  |  |  |  |  |  |  |  |  |  |  |  |
|                                                   |                                                   |                                                   |                                                   |                                                   |                                                   |  |  |                                                       |                                                       |                                                       |                                                       |                                                       |                                                       |  |  |                   |                   |                   |                   |                                            |                                            |                                            |                                            |                                            |                                            |                                          |                                          |                                          |                                          |               |               |               |               |               |               |                           |                           |                           |                           |                           |                           |                |                |                                                               |                                                               |                                                               |                                                               |                                                               |                                                               |  |  |                             |                             |                             |                             |                             |                             |  |  |                                             |                                             |                                             |                                             |                                             |                                             |  |  |  |  |  |  |  |  |  |  |  |  |  |  |  |  |  |  |  |  |  |  |  |  |  |  |
|                                                   |                                                   |                                                   |                                                   |                                                   |                                                   |  |  | Achot Ier Arçrouni prince de Vaspourakan († 874)      | Achot Ier Arçrouni prince de Vaspourakan († 874)      | Achot Ier Arçrouni prince de Vaspourakan († 874)      | Achot Ier Arçrouni prince de Vaspourakan († 874)      | Achot Ier Arçrouni prince de Vaspourakan († 874)      | Achot Ier Arçrouni prince de Vaspourakan († 874)      |  |  |                   |                   |                   |                   | Achot Ier Bagratouni roi d'Arménie († 890) | Achot Ier Bagratouni roi d'Arménie († 890) | Achot Ier Bagratouni roi d'Arménie († 890) | Achot Ier Bagratouni roi d'Arménie († 890) | Achot Ier Bagratouni roi d'Arménie († 890) | Achot Ier Bagratouni roi d'Arménie († 890) |                                          |                                          |                                          |                                          |               |               |               |               |               |               |                           |                           |                           |                           | Achot Arçrouni            | Achot Arçrouni            | Achot Arçrouni | Achot Arçrouni | Achot Arçrouni                                                | Achot Arçrouni                                                |                                                               |                                                               |                                                               |                                                               |  |  | Vasak Arçrouni              | Vasak Arçrouni              | Vasak Arçrouni              | Vasak Arçrouni              | Vasak Arçrouni              | Vasak Arçrouni              |  |  |                                             |                                             |                                             |                                             |                                             |                                             |  |  |  |  |  |  |  |  |  |  |  |  |  |  |  |  |  |  |  |  |  |  |  |  |  |  |
|                                                   |                                                   |                                                   |                                                   |                                                   |                                                   |  |  | Achot Ier Arçrouni prince de Vaspourakan († 874)      | Achot Ier Arçrouni prince de Vaspourakan († 874)      | Achot Ier Arçrouni prince de Vaspourakan († 874)      | Achot Ier Arçrouni prince de Vaspourakan († 874)      | Achot Ier Arçrouni prince de Vaspourakan († 874)      | Achot Ier Arçrouni prince de Vaspourakan († 874)      |  |  |                   |                   |                   |                   | Achot Ier Bagratouni roi d'Arménie († 890) | Achot Ier Bagratouni roi d'Arménie († 890) | Achot Ier Bagratouni roi d'Arménie († 890) | Achot Ier Bagratouni roi d'Arménie († 890) | Achot Ier Bagratouni roi d'Arménie († 890) | Achot Ier Bagratouni roi d'Arménie († 890) |                                          |                                          |                                          |                                          |               |               |               |               |               |               |                           |                           |                           |                           | Achot Arçrouni            | Achot Arçrouni            | Achot Arçrouni | Achot Arçrouni | Achot Arçrouni                                                | Achot Arçrouni                                                |                                                               |                                                               |                                                               |                                                               |  |  | Vasak Arçrouni              | Vasak Arçrouni              | Vasak Arçrouni              | Vasak Arçrouni              | Vasak Arçrouni              | Vasak Arçrouni              |  |  |                                             |                                             |                                             |                                             |                                             |                                             |  |  |  |  |  |  |  |  |  |  |  |  |  |  |  |  |  |  |  |  |  |  |  |  |  |  |
|                                                   |                                                   |                                                   |                                                   |                                                   |                                                   |  |  |                                                       |                                                       |                                                       |                                                       |                                                       |                                                       |  |  |                   |                   |                   |                   |                                            |                                            |                                            |                                            |                                            |                                            |                                          |                                          |                                          |                                          |               |               |               |               |               |               |                           |                           |                           |                           |                           |                           |                |                |                                                               |                                                               |                                                               |                                                               |                                                               |                                                               |  |  |                             |                             |                             |                             |                             |                             |  |  |                                             |                                             |                                             |                                             |                                             |                                             |  |  |  |  |  |  |  |  |  |  |  |  |  |  |  |  |  |  |  |  |  |  |  |  |  |  |
| Smbat Ier Bagratouni roi d'Arménie (v. 850 † 912) | Smbat Ier Bagratouni roi d'Arménie (v. 850 † 912) | Smbat Ier Bagratouni roi d'Arménie (v. 850 † 912) | Smbat Ier Bagratouni roi d'Arménie (v. 850 † 912) | Smbat Ier Bagratouni roi d'Arménie (v. 850 † 912) | Smbat Ier Bagratouni roi d'Arménie (v. 850 † 912) |  |  | Grigor-Dérénik Arçrouni prince de Vaspourakan († 887) | Grigor-Dérénik Arçrouni prince de Vaspourakan († 887) | Grigor-Dérénik Arçrouni prince de Vaspourakan († 887) | Grigor-Dérénik Arçrouni prince de Vaspourakan († 887) | Grigor-Dérénik Arçrouni prince de Vaspourakan († 887) | Grigor-Dérénik Arçrouni prince de Vaspourakan († 887) |  |  | Sophie Bagratouni | Sophie Bagratouni | Sophie Bagratouni | Sophie Bagratouni | Sophie Bagratouni                          | Sophie Bagratouni                          |                                            |                                            | Schapouh Bagratouni connétable d'Arménie   | Schapouh Bagratouni connétable d'Arménie   | Schapouh Bagratouni connétable d'Arménie | Schapouh Bagratouni connétable d'Arménie | Schapouh Bagratouni connétable d'Arménie | Schapouh Bagratouni connétable d'Arménie |               |               | Ne Bagratouni | Ne Bagratouni | Ne Bagratouni | Ne Bagratouni | Ne Bagratouni             | Ne Bagratouni             |                           |                           | Vahan Arçrouni            | Vahan Arçrouni            | Vahan Arçrouni | Vahan Arçrouni | Vahan Arçrouni                                                | Vahan Arçrouni                                                |                                                               |                                                               |                                                               |                                                               |  |  |                             |                             |                             |                             |                             |                             |  |  |                                             |                                             |                                             |                                             |                                             |                                             |  |  |  |  |  |  |  |  |  |  |  |  |  |  |  |  |  |  |  |  |  |  |  |  |  |  |
| Smbat Ier Bagratouni roi d'Arménie (v. 850 † 912) | Smbat Ier Bagratouni roi d'Arménie (v. 850 † 912) | Smbat Ier Bagratouni roi d'Arménie (v. 850 † 912) | Smbat Ier Bagratouni roi d'Arménie (v. 850 † 912) | Smbat Ier Bagratouni roi d'Arménie (v. 850 † 912) | Smbat Ier Bagratouni roi d'Arménie (v. 850 † 912) |  |  | Grigor-Dérénik Arçrouni prince de Vaspourakan († 887) | Grigor-Dérénik Arçrouni prince de Vaspourakan († 887) | Grigor-Dérénik Arçrouni prince de Vaspourakan († 887) | Grigor-Dérénik Arçrouni prince de Vaspourakan († 887) | Grigor-Dérénik Arçrouni prince de Vaspourakan († 887) | Grigor-Dérénik Arçrouni prince de Vaspourakan († 887) |  |  | Sophie Bagratouni | Sophie Bagratouni | Sophie Bagratouni | Sophie Bagratouni | Sophie Bagratouni                          | Sophie Bagratouni                          |                                            |                                            | Schapouh Bagratouni connétable d'Arménie   | Schapouh Bagratouni connétable d'Arménie   | Schapouh Bagratouni connétable d'Arménie | Schapouh Bagratouni connétable d'Arménie | Schapouh Bagratouni connétable d'Arménie | Schapouh Bagratouni connétable d'Arménie |               |               | Ne Bagratouni | Ne Bagratouni | Ne Bagratouni | Ne Bagratouni | Ne Bagratouni             | Ne Bagratouni             |                           |                           | Vahan Arçrouni            | Vahan Arçrouni            | Vahan Arçrouni | Vahan Arçrouni | Vahan Arçrouni                                                | Vahan Arçrouni                                                |                                                               |                                                               |                                                               |                                                               |  |  |                             |                             |                             |                             |                             |                             |  |  |                                             |                                             |                                             |                                             |                                             |                                             |  |  |  |  |  |  |  |  |  |  |  |  |  |  |  |  |  |  |  |  |  |  |  |  |  |  |
|                                                   |                                                   |                                                   |                                                   |                                                   |                                                   |  |  |                                                       |                                                       |                                                       |                                                       |                                                       |                                                       |  |  |                   |                   |                   |                   |                                            |                                            |                                            |                                            |                                            |                                            |                                          |                                          |                                          |                                          |               |               |               |               |               |               |                           |                           |                           |                           |                           |                           |                |                |                                                               |                                                               |                                                               |                                                               |                                                               |                                                               |  |  |                             |                             |                             |                             |                             |                             |  |  |                                             |                                             |                                             |                                             |                                             |                                             |  |  |  |  |  |  |  |  |  |  |  |  |  |  |  |  |  |  |  |  |  |  |  |  |  |  |
|                                                   |                                                   |                                                   |                                                   |                                                   |                                                   |  |  |                                                       |                                                       |                                                       |                                                       |                                                       |                                                       |  |  |                   |                   |                   |                   |                                            |                                            |                                            |                                            | Ne Bagratouni                              | Ne Bagratouni                              | Ne Bagratouni                            | Ne Bagratouni                            | Ne Bagratouni                            | Ne Bagratouni                            |               |               |               |               |               |               | Gagik Aboumravan Arçrouni | Gagik Aboumravan Arçrouni | Gagik Aboumravan Arçrouni | Gagik Aboumravan Arçrouni | Gagik Aboumravan Arçrouni | Gagik Aboumravan Arçrouni |                |                |                                                               |                                                               |                                                               |                                                               |                                                               |                                                               |  |  | Gregoire Abouhamza Arçrouni | Gregoire Abouhamza Arçrouni | Gregoire Abouhamza Arçrouni | Gregoire Abouhamza Arçrouni | Gregoire Abouhamza Arçrouni | Gregoire Abouhamza Arçrouni |  |  |                                             |                                             |                                             |                                             |                                             |                                             |  |  |  |  |  |  |  |  |  |  |  |  |  |  |  |  |  |  |  |  |  |  |  |  |  |  |
|                                                   |                                                   |                                                   |                                                   |                                                   |                                                   |  |  |                                                       |                                                       |                                                       |                                                       |                                                       |                                                       |  |  |                   |                   |                   |                   |                                            |                                            |                                            |                                            | Ne Bagratouni                              | Ne Bagratouni                              | Ne Bagratouni                            | Ne Bagratouni                            | Ne Bagratouni                            | Ne Bagratouni                            |               |               |               |               |               |               | Gagik Aboumravan Arçrouni | Gagik Aboumravan Arçrouni | Gagik Aboumravan Arçrouni | Gagik Aboumravan Arçrouni | Gagik Aboumravan Arçrouni | Gagik Aboumravan Arçrouni |                |                |                                                               |                                                               |                                                               |                                                               |                                                               |                                                               |  |  | Gregoire Abouhamza Arçrouni | Gregoire Abouhamza Arçrouni | Gregoire Abouhamza Arçrouni | Gregoire Abouhamza Arçrouni | Gregoire Abouhamza Arçrouni | Gregoire Abouhamza Arçrouni |  |  |                                             |                                             |                                             |                                             |                                             |                                             |  |  |  |  |  |  |  |  |  |  |  |  |  |  |  |  |  |  |  |  |  |  |  |  |  |  |
|                                                   |                                                   |                                                   |                                                   |                                                   |                                                   |  |  |                                                       |                                                       |                                                       |                                                       |                                                       |                                                       |  |  |                   |                   |                   |                   |                                            |                                            |                                            |                                            |                                            |                                            |                                          |                                          |                                          |                                          |               |               |               |               |               |               |                           |                           |                           |                           |                           |                           |                |                |                                                               |                                                               |                                                               |                                                               |                                                               |                                                               |  |  |                             |                             |                             |                             |                             |                             |  |  |                                             |                                             |                                             |                                             |                                             |                                             |  |  |  |  |  |  |  |  |  |  |  |  |  |  |  |  |  |  |  |  |  |  |  |  |  |  |
|                                                   |                                                   |                                                   |                                                   |                                                   |                                                   |  |  |                                                       |                                                       |                                                       |                                                       |                                                       |                                                       |  |  |                   |                   |                   |                   |                                            |                                            |                                            |                                            |                                            |                                            |                                          |                                          |                                          |                                          |               |               |               |               |               |               |                           |                           |                           |                           |                           |                           |                |                |                                                               |                                                               |                                                               |                                                               |                                                               |                                                               |  |  |                             |                             |                             |                             |                             |                             |  |  |                                             |                                             |                                             |                                             |                                             |                                             |  |  |  |  |  |  |  |  |  |  |  |  |  |  |  |  |  |  |  |  |  |  |  |  |  |  |
|                                                   |                                                   |                                                   |                                                   |                                                   |                                                   |  |  | Achot-Sargis prince de Vaspourakan (874/7 † 903)      | Achot-Sargis prince de Vaspourakan (874/7 † 903)      | Achot-Sargis prince de Vaspourakan (874/7 † 903)      | Achot-Sargis prince de Vaspourakan (874/7 † 903)      | Achot-Sargis prince de Vaspourakan (874/7 † 903)      | Achot-Sargis prince de Vaspourakan (874/7 † 903)      |  |  |                   |                   |                   |                   |                                            |                                            |                                            |                                            |                                            |                                            |                                          |                                          |                                          |                                          | Séda Arçrouni | Séda Arçrouni | Séda Arçrouni | Séda Arçrouni | Séda Arçrouni | Séda Arçrouni |                           |                           |                           |                           |                           |                           |                |                | Khatchik-Gagik Ier prince puis roi de Vaspourakan (879 † 943) | Khatchik-Gagik Ier prince puis roi de Vaspourakan (879 † 943) | Khatchik-Gagik Ier prince puis roi de Vaspourakan (879 † 943) | Khatchik-Gagik Ier prince puis roi de Vaspourakan (879 † 943) | Khatchik-Gagik Ier prince puis roi de Vaspourakan (879 † 943) | Khatchik-Gagik Ier prince puis roi de Vaspourakan (879 † 943) |  |  | Mlké Arçrouni               | Mlké Arçrouni               | Mlké Arçrouni               | Mlké Arçrouni               | Mlké Arçrouni               | Mlké Arçrouni               |  |  | Gourgen prince de Vaspourakan (881/2 † 923) | Gourgen prince de Vaspourakan (881/2 † 923) | Gourgen prince de Vaspourakan (881/2 † 923) | Gourgen prince de Vaspourakan (881/2 † 923) | Gourgen prince de Vaspourakan (881/2 † 923) | Gourgen prince de Vaspourakan (881/2 † 923) |  |  |  |  |  |  |  |  |  |  |  |  |  |  |  |  |  |  |  |  |  |  |  |  |  |  |
|                                                   |                                                   |                                                   |                                                   |                                                   |                                                   |  |  | Achot-Sargis prince de Vaspourakan (874/7 † 903)      | Achot-Sargis prince de Vaspourakan (874/7 † 903)      | Achot-Sargis prince de Vaspourakan (874/7 † 903)      | Achot-Sargis prince de Vaspourakan (874/7 † 903)      | Achot-Sargis prince de Vaspourakan (874/7 † 903)      | Achot-Sargis prince de Vaspourakan (874/7 † 903)      |  |  |                   |                   |                   |                   |                                            |                                            |                                            |                                            |                                            |                                            |                                          |                                          |                                          |                                          | Séda Arçrouni | Séda Arçrouni | Séda Arçrouni | Séda Arçrouni | Séda Arçrouni | Séda Arçrouni |                           |                           |                           |                           |                           |                           |                |                | Khatchik-Gagik Ier prince puis roi de Vaspourakan (879 † 943) | Khatchik-Gagik Ier prince puis roi de Vaspourakan (879 † 943) | Khatchik-Gagik Ier prince puis roi de Vaspourakan (879 † 943) | Khatchik-Gagik Ier prince puis roi de Vaspourakan (879 † 943) | Khatchik-Gagik Ier prince puis roi de Vaspourakan (879 † 943) | Khatchik-Gagik Ier prince puis roi de Vaspourakan (879 † 943) |  |  | Mlké Arçrouni               | Mlké Arçrouni               | Mlké Arçrouni               | Mlké Arçrouni               | Mlké Arçrouni               | Mlké Arçrouni               |  |  | Gourgen prince de Vaspourakan (881/2 † 923) | Gourgen prince de Vaspourakan (881/2 † 923) | Gourgen prince de Vaspourakan (881/2 † 923) | Gourgen prince de Vaspourakan (881/2 † 923) | Gourgen prince de Vaspourakan (881/2 † 923) | Gourgen prince de Vaspourakan (881/2 † 923) |  |  |  |  |  |  |  |  |  |  |  |  |  |  |  |  |  |  |  |  |  |  |  |  |  |  |